# 딘 콜린스
딘 콜린스(Dean Collins, 1990년 5월 30일 ~ )는 미국의 배우이다.

## 출연 작품
- 더 스크라이브 (2012)
- 더 리스트 오브 디즈 (2008)
- 훗 (2006)
- 나, 너 그리고 우리 (2005)
- 워 앳 홈 (2005)
- 잭 & 바비 (2004)
- 스프링타임 인 더 록키스 (1942)
- 벅 프라이빗 (1941)